# سیروس مهدوی
محمد علی مهدوی امیری (سیروس مهدوی) (زاده اسفند ۱۳۲۹، آمل) نویسنده و پژوهشگر ایرانی، از اهالی مازندران است.

## زندگی‌نامه
سیروس مهدوی در اسفند ۱۳۲۹ در آمل به دنیا آمد.
پس از انقلاب به مطالعه در مورد دایرةالمعارف‌ها پرداخت و در آغازین ۱۳۶۰ گروهی را شامل نویسندگان، پژوهشگران و مترجمان حوزه ی تاریخ، ادبیات، جغرافیا و غیره از جمله حسن انوشه، عباس جلالی، محمد قاسم زاده، سیروس پارسایی، شیدا مرادی در منزل خود گرد آورد و به یاری این گروه شالوده نخستین فرهنگ زندگینامه‌ای ریخته شد.فرهنگ زندگینامه‌ها از میان ۵۰۰۰ عنوان کتاب و مجلاّت فیش برداری شد و پس از هفت سال کارپی در پی- - نزدیک پنج میلیون فیش به دست آمد که پس از ادغام حدود ۵۰۰٬۰۰۰ سرشناسه بجا ماند. علاوه بر آثار ایرانی، سرشناسه‌های Britannica, Americana, Webster Biographical استخراج و نگارش آغاز گردید. کل کار ۳۰ جلد و هر جلد حدود ۱۰۰۰ صفحه در قطع رحلی پیش‌بینی شد. در ۱۳۷۰ جلد نخست آن به زیور چاپ آراسته شد و در همین سال پس از دایرةالمعارف بزرگ اسلامی به عنوان بهترین کتاب سال (در کلیات) شناخته شد و مورد تشویق هیئت داوران کتاب سال قرار گرفت.   مرتضی اسعدی، منتقد و نویسنده در نقد این اثر نوشت: «نخستین فرهنگ جامع زندگینامه‌ای در زبان فارسی… که در صورت کامل شدن بی‌تردید کاملترین فرهنگ زندگینامه‌ای در تمدن اسلامی خواهد بود» جلد دوم تا چهارم این اثر در دست انتشار است.
مهدوی در ۱۳۷۲ انتشارات پژوهشهای فرهنگی را پی افکند که تا کنون بیش از ۲۰ عنوان کتاب در مورد فرهنگ، تاریخ و علم در آن به چاپ رسیده است و در حال فعالیت می‌باشد. وی مدیرمسئول و سردبیر فصل نامه علمی – پژوهشی اباختر است. اباختر به همت ایشان و اقبال دانشی مردان داخل و خارج کشور از جمله بزرگانی چون منوچهر ستوده،  ایرج افشار، احمد مهدوی دامغانی و… از نشریات معتبر در زمینه ایران‌شناسی می‌باشد.جمشید ارجمند در فصلنامهٔ نقد و بررسی کتاب تهران، دربارهٔ اباختر چنین نوشته است «فصلنامه اباخترنشریه ارجمندی که با همین نام در برابر ماست، با درجه علمی_پژوهشی، به درج مقاله‌هایی سودمند برای اهل آن، بیشتر در زمینه موضوع‌های مربوط به سرزمین شمال ایران می‌پردازد که از همین نظر در خور ستایش است.»
بررسی تحلیلی رجال بیهقی به ویژه بازسازی بخش از دست رفته تاریخ بیهقی در مورد رجال آن کاری است که حدود پانزده سال به آن پرداخته است. جلد اول آن به همت نشر رسانش به چاپ رسید و جلد دوم در دست چاپ است. سیروس مهدوی همچنین مدیر مرکز مطالعات ایرانی در ساری است، مرکزی که از لحاظ وجود کتابهای مرجع و ارزشمند چاپی و خطی در استان مازندران کم‌نظیر می‌باشد. 

## کتاب‌ها
- فرهنگ زندگینامه‌ها، انتشارات رجا، تهران ۱۳۶۹.
- بررسی تحلیلی رجال تاریخی بیهقی (۲جلد) جلد اول در ۱۳۸۹ به همت انتشارات رسانش به چاپ رسید و جلد دوم در دست است.

## برگزیده مقالات
- «حمراء دیلم»، گیله وا، سال ۱۳۷۲، شمارة ۱۴.
- «نگاهی کوتاه به لارجان و تاریخ آن»، در قلمرو مازندران، جلد ۲ زمستان ۱۳۷۲، صص ۱۲۷–۱۰۳.
- «نگاهی به مازندران در روزگار قاجارها»، در قلمرو مازندران، جلد ۳ بهار ۱۳۷۴، صص ۴۰–۲۹.
- «نگاهی به پیشینه مازندران و مازندرانی»، اباختر، جلد یکم، ۱۳۷۵، صص ۱۵۶–۱۳۸.
- «قتل در حمام»، مردم و زندگی، سال دوم، شمارة پنجم، تیر ۱۳۷۷، صص ۹–۴۶.
- «ارسلان جاذب و آرامگاه او»، فصل نامه خراسان پژوهی، سال سوم شمارة اول، پیاپی ۵، ۱۳۷۹، صص ۱۳۸–۱۲۹.
- تاریخ بیهقی و حلقه گم شده باوندیان اباختر ۲۰–۱۹، صص ۱۰۲–۸۵.
- «بیهقی، فرزانه دادگر»، درباره ابوالعباس اسفراینی، ماهنامه حافظ، تیر ۱۳۸۵.
- «اسماعیل خان کرد جهانبگلو» نقدی بر کتاب خاطرات اسارت به تصحیح  صفاءالدین تبرائیان، آینده، نوزدهم شمارة ۹–۷،(۱۳۷۲)، صص ۱۷–۸۱۶.
- «دفاع از اشرافیت در سنگر حزب توده» نقدی بر کتاب خانم مریم فیروز، آدینه، سال ۱۳۷۴، شمارة ۱۰۳، صص ۲۱–۱۹.
- «وقتی نظام الملک دو قرن پس از خود تاریخ می‌نویسد» نقدی بر کتاب پژوهشی در اعلام تاریخ بیهقی، آدینه، سال ۱۳۷۵، شمارة ۱۷، صص ۴–۲۳.
- «نقدی بر اعلام تاریخ بیهقی» به منظور در روشنی افکندن کاستی‌های آقای  حسینی کازرونی در نگارش تاریخ بیهقی، سلام، سه‌شنبه ۱۵ آبان ۱۳۷۵، شمارة ۱۵۷۱، ص ۷.
- «زمانه، زندگی و کارنامه بیهقی»، نقدی بر کتابی به همین نام از خانم مریلین والدمن استاد دانشگاه شیکاگو، خراسان پژوهی، سال ۱۳۷۷، سال یکم شمارة یکم، صص ۱۵۵–۱۳۹.
- «ابن مافیة تاریخ بیهقی»، نقد و بررسی و تحلیل زندگینامه‌ای ابن مافیه، گیلان نامه، سال ۱۳۷۴، شماره چهارم، صص ۲۶۵–۲۵۹.